# Rio Verde de Mato Grosso (ort)
Rio Verde de Mato Grosso är en ort i Brasilien.   Den ligger i kommunen Rio Verde de Mato Grosso och delstaten Mato Grosso do Sul, i den södra delen av landet, 800 km väster om huvudstaden Brasília. Rio Verde de Mato Grosso ligger 335 meter över havet och antalet invånare är 16 613.
Terrängen runt Rio Verde de Mato Grosso är platt åt nordost, men åt sydväst är den kuperad. Det finns inga andra samhällen i närheten.
Omgivningarna runt Rio Verde de Mato Grosso är huvudsakligen savann. Runt Rio Verde de Mato Grosso är det mycket glesbefolkat, med 2 invånare per kvadratkilometer.